# Centella virgata
Centella virgata là một loài thực vật có hoa trong họ Hoa tán. Loài này được (L.f.) Drude mô tả khoa học đầu tiên năm 1898.